# Élections législatives portugaises de 2002
Les élections législatives portugaises de 2002 (en portugais : Eleições legislativas portuguesas de 2002) se sont tenues au Portugal le 17 mars 2002, afin d'élire les deux cent trente députés de la neuvième législature de l'Assemblée de la République, pour un mandat de quatre ans. Elles ont été remportées par le Parti social-démocrate (PPD/PSD).

## Contexte
Lors des élections législatives du 10 octobre 1999, le Parti socialiste (PS), du Premier ministre António Guterres, au pouvoir depuis 1995, avait remporté 44 % des suffrages exprimés et 115 députés, ratant d'un siège la majorité absolue. Le PPD/PSD, de l'ancien ministre des Affaires étrangères José Manuel Durão Barroso, était resté sous la barre des 35 % des voix, dépassant de justesse les 80 sièges à l'Assemblée. La scène politique avait en outre été marquée par l'émergence du Bloc de gauche (BE), qui regroupait plusieurs petites formations d'extrême gauche.
Après avoir exercé, au premier semestre de l'an 2000, la présidence du Conseil de l'Union européenne, le gouvernement a dû affronter une année 2001 passablement compliquée. Si le président socialiste sortant, Jorge Sampaio, a été réélu sans difficulté en janvier avec 55,5 % des voix au premier tour, l'équipe dirigeante a ensuite été confrontée à l'effondrement, en mars, du pont Hintze Ribeiro, en Aveiro, causant la mort de 59 personnes et ce alors que la vétusté de l'ouvrage était connue. De même, après avoir vécu plusieurs années de forte croissance économique, le Portugal, pays alors le plus pauvre de l'Union européenne (UE), a connu une contraction de son activité économique. L'ensemble de ces difficultés a conduit, le 16 décembre, à la victoire du centre droit aux élections municipales, le PS perdant notamment Lisbonne et Porto.
Assumant les conséquences de ces échecs, le chef du gouvernement a remis sa démission et renoncé à diriger son parti, conduisant le chef de l'État à dissoudre le Parlement. Il a été remplacé à la tête du PS par le ministre de l'Équipement, Eduardo Ferro Rodrigues, qui a aussitôt quitté le gouvernement.

## Mode de scrutin
Le mode de scrutin retenu prévoit l'élection des députés au scrutin proportionnel suivant la méthode d'Hondt, connue pour avantager les partis arrivés en tête. La loi électorale établit à 230 le nombre de sièges à pourvoir. Les députés sont élus dans vingt-deux circonscriptions électorales, à savoir les dix-huit districts du Portugal, les Açores, l'île de Madère, le continent européen et le reste du monde.

## Principaux partis et chefs de file
| Parti | Parti                                                          | Chef de file              |
| ----- | -------------------------------------------------------------- | ------------------------- |
|       | Parti socialiste Partido Socialista                            | Eduardo Ferro Rodrigues   |
|       | Parti social-démocrate Partido Social Democrata                | José Manuel Durão Barroso |
|       | Coalition démocratique unitaire Coligação Democrática Unitária | Carlos Carvalhas          |
|       | Parti populaire Partido Popular                                | Paulo Portas              |
|       | Bloc de gauche Bloco de Esquerda                               | Francisco Louçã           |

## Résultats

### Scores
|                        |                                                      |           |       |               |        |               |  |  |  |  |  |  |  |  |
| Parti                  | Parti                                                | Voix      | %     | +/-           | Sièges | +/-           |  |  |  |  |  |  |  |  |
|                        | Parti social-démocrate (PPD/PSD)                     | 2 200 765 | 41,01 | 8,03          | 105    | 24            |  |  |  |  |  |  |  |  |
|                        | Parti socialiste (PS)                                | 2 068 584 | 38,55 | 6,41          | 96     | 19            |  |  |  |  |  |  |  |  |
|                        | Parti populaire (CDS/PP)                             | 477 350   | 8,90  | 0,39          | 14     | 1             |  |  |  |  |  |  |  |  |
|                        | Coalition démocratique unitaire (CDU)                | 379 870   | 7,08  | 2,10          | 12     | 5             |  |  |  |  |  |  |  |  |
|                        | Bloc de gauche (BE)                                  | 149 966   | 2,79  | 0,70          | 3      | 1             |  |  |  |  |  |  |  |  |
|                        | Parti communiste des travailleurs portugais (PCTP)   | 36 193    | 0,67  | 0,08          | 0      | en stagnation |  |  |  |  |  |  |  |  |
|                        | Parti de la Terre (MPT)                              | 15 540    | 0,29  | 0,09          | 0      | en stagnation |  |  |  |  |  |  |  |  |
|                        | Parti populaire monarchiste (PPM)                    | 12 398    | 0,23  | 0,08          | 0      | en stagnation |  |  |  |  |  |  |  |  |
|                        | Parti humaniste (PH)                                 | 11 472    | 0,21  | 0,08          | 0      | en stagnation |  |  |  |  |  |  |  |  |
|                        | Parti national rénovateur (PNR)                      | 4 712     | 0,09  | Nv.           | 0      | en stagnation |  |  |  |  |  |  |  |  |
|                        | Parti ouvrier d'unité socialiste (POUS)              | 4 316     | 0,08  | en stagnation | 0      | en stagnation |  |  |  |  |  |  |  |  |
|                        | Bloc de gauche-Union démocratique populaire (BE-UDP) | 3 911     | 0,07  | Nv.           | 0      | en stagnation |  |  |  |  |  |  |  |  |
|                        | Parti de la solidarité nationale (PSN)               | 0         | 0,00  | 0,22          | 0      | en stagnation |  |  |  |  |  |  |  |  |
|                        |                                                      |           |       |               |        |               |  |  |  |  |  |  |  |  |
| Suffrages exprimés     | Suffrages exprimés                                   | 5 365 881 | 98,03 |               |        |               |  |  |  |  |  |  |  |  |
| Votes blancs           | Votes blancs                                         | 55 121    | 1,01  |               |        |               |  |  |  |  |  |  |  |  |
| Votes nuls             | Votes nuls                                           | 52 653    | 0,96  |               |        |               |  |  |  |  |  |  |  |  |
| Total                  | Total                                                | 5 473 655 | 100   | -             | 230    | en stagnation |  |  |  |  |  |  |  |  |
| Abstention             | Abstention                                           | 3 429 058 | 38,52 |               |        |               |  |  |  |  |  |  |  |  |
| Inscrits/Participation | Inscrits/Participation                               | 8 902 713 | 61,48 |               |        |               |  |  |  |  |  |  |  |  |

### Analyse
En dépassant légèrement 40 % des suffrages exprimés, le PPD/PSD retrouve son statut de première force politique du pays mais ne parvient pas à distancer le PS, qui résiste avec presque 38 % des voix. Il s'agit du plus faible écart jamais enregistré entre les deux principales formations portugaises. Cette faible distance se manifeste d'ailleurs sur la carte électorale, chaque parti gagnant onze circonscriptions sur vingt-deux, le PS remportant les plus peuplées, Lisbonne et Porto. En conséquence, les sociaux-démocrates ne parviennent pas à retrouver la majorité absolue dont ils disposaient entre 1987 et 1995.
De nouveau arrivé en troisième position, le CDS/PP permet, malgré la perte d'un siège alors qu'il progresse très légèrement en voix, au centre droit de revendiquer la victoire, grâce à son programme conservateur et sécuritaire. À gauche, la CDU, emmenée par les communistes, tombe à son plus bas niveau historique, sans paraître pour autant souffrir outre mesure de la concurrence du BE, qui confirme son ancrage sur la scène politique nationale en obtenant un nouvel élu, dans le district de Porto.

### Conséquences
Actant la présence d'une majorité absolue en faveur du PPD/PSD et du CDS/PP, le président Jorge Sampaio a invité José Manuel Durão Barroso à former le futur gouvernement. Celui-ci s'est allié avec le parti de Paulo Portas, et a été nommé Premier ministre du Portugal le 6 avril. Son gouvernement de dix-sept ministres a été présenté deux jours plus tard.